# 豊田市立滝脇小学校
豊田市立滝脇小学校（とよたしりつ たきわきしょうがっこう）は、愛知県豊田市滝脇町にある公立小学校。

## 概要
- 旧・東加茂郡松平町の小学校である。豊田市の南東端に位置し、滝脇町、林添町、長沢町が校区である。豊田市と岡崎市との間の教育事務の委託に関する規約により、岡崎市日影町の児童が区域外就学が可能である[1]。公立中学校に進学する場合は豊田市立松平中学校へ進学する（長沢町のみ教育事務委託により岡崎市立常磐中学校へ区域外就学が可能） [2][3]。
- 学校周辺は鳥獣保護区になっており、教育課程の一環として愛鳥活動に取り組んでいる。
- 2019年度児童数は39名の小規模校であり、小規模特認校の指定を受けている[4]。

## 沿革
- 1873年（明治6年）11月15日 - 第9中学区内第54番小学校滝脇学校が開校。滝脇村の安全寺[注釈 1]を仮校舎とする。東加茂郡滝脇村、七売村、西大沼村、遊平村、及び額田郡日影村、渡通津村の児童が通学する。
- 1874年（明治7年） - 茅原学校に統合され、茅原学校滝脇分校となる。
- 1875年（明治8年） - 茅原学校から独立し、第9番中学区内第119番小学区滝脇学校となる。
- 1877年（明治10年） - 滝脇村の長松院[注釈 2]を仮校舎とする。
- 1881年（明治14年） - 東加茂郡第18番小学滝脇学校に改称する。
- 1878年（明治11年） - 西大沼村、遊平村が合併し、長沢村となる。
- 1883年（明治16年） - 東加茂郡第17番学区公立小学校滝脇学校に改称する。
- 1884年（明治17年） - 校舎を新築し、移転する。
- 1887年（明治20年） - 東加茂郡尋常小学校滝脇学校に改称する。
- 1889年（明治22年）10月1日 - 下河内村、林添村、長沢村、滝脇村、七売村、川向村、桂野村、中垣内村、中村、九久平村、曲リ村、鍋田村、大給村が合併し、小川村が発足。
- 1892年（明治25年） - 東加茂郡小川村立滝脇尋常小学校に改称する。
- 1906年（明治39年）5月1日 - 松平村、小川村、志賀村、豊栄村の大部分（所石・簗山・提立村・椿木・歌石・大田・茅原・羽明・大津・大楠・下屋敷・杉ノ木・仁王・正作・東宮口・真垣内・南篠平・日明・二口）、穂積村の一部（二本木・西野・重田和・白瀬・酒呑）が合併し、松平村が発足。
- 1907年（明治40年） - 東加茂郡松平村立滝脇尋常小学校に改称する。
- 1905年（明治42年） - 校舎を新築し、移転する。
- 1912年（大正元年） - 滝脇実業補習学校を附設する。
- 1919年（大正8年） - 高等科を設置し、東加茂郡松平村立滝脇尋常高等小学校に改称する。
- 1930年（昭和5年） - 現在地に校舎を新築し、移転する。
- 1934年（昭和9年） - 高等科を廃止し、東加茂郡松平村立滝脇尋常小学校に改称する。
- 1941年（昭和16年）4月1日 - 東加茂郡松平村立滝脇国民学校に改称する。
- 1947年（昭和22年）4月1日 - 松平村立滝脇小学校に改称する。
- 1955年（昭和30年）1月 - 校舎を増築する。
- 1961年（昭和36年）11月1日 - 松平村が町制施行して松平町が発足。同時に松平町立滝脇小学校に改称する。
- 1966年（昭和41年） - 愛知県から愛鳥モデル校（現・野生生物保護モデル校）の指定を受ける。
- 1971年（昭和46年） - 学校創立百周年記念式典を挙行する。
- 1975年（昭和50年） - 新校舎（鉄筋コンクリート造2階建）が完成する。
- 1980年（昭和55年） - プールが完成する。
- 1982年（昭和57年） - 新校舎（鉄筋コンクリート造3階建）、体育館が完成する。

## 交通アクセス
- 地域バス松平ともえ号　滝脇JA松平線「滝脇小学校」バス停より徒歩すぐ。　※金曜日のみ運行